# Craioveștii-Brâncovenești
I Craiovești furono una potente famiglia di boiari della Valacchia che diedero al paese numerosi principi (voivoda). Originario centro di potere della stirpe fu la Valacchia Cesarea (attuale Oltenia), che i Craiovești governavano con il titolo di Bani. La famiglia iniziò poi a contendere il potere alle stirpi regnanti dei Drăculești e dei Dănești, accampando una medesima origine dalla stirpe dei Basarabidi, primi sovrani storici della Valacchia. Al principio del XVII secolo, i Craiovești si unirono ad un'altra stirpe di boiari, i Brâncovenești, dando al paese altri governanti.

## Storia

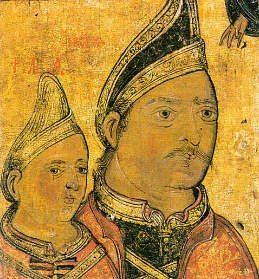
Basarab V Neagoe ed il figlio Teodosio di Valacchia

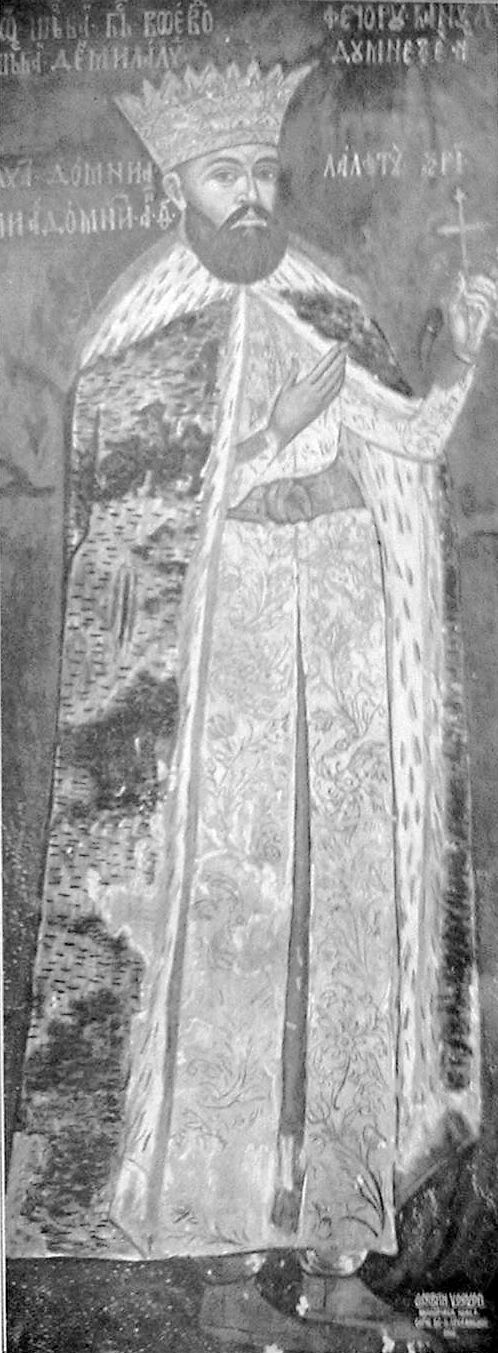
Radu X Șerban

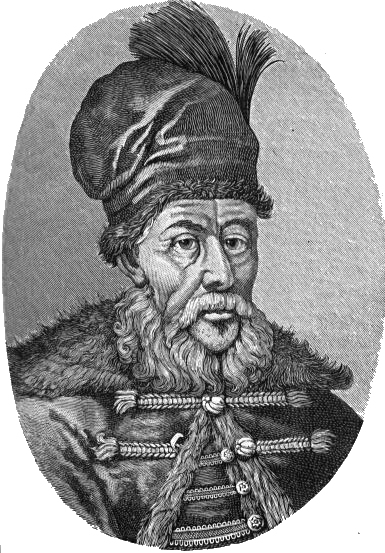
Matei Basarab

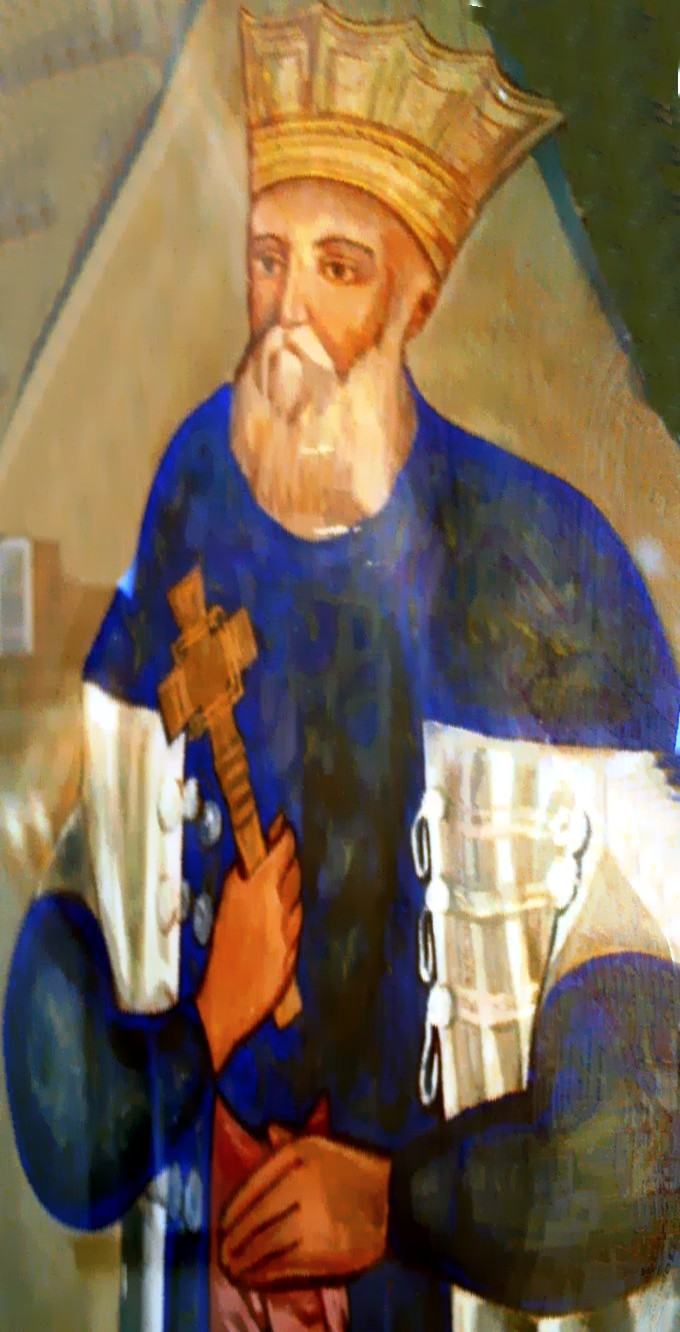
Șerban Cantacuzino

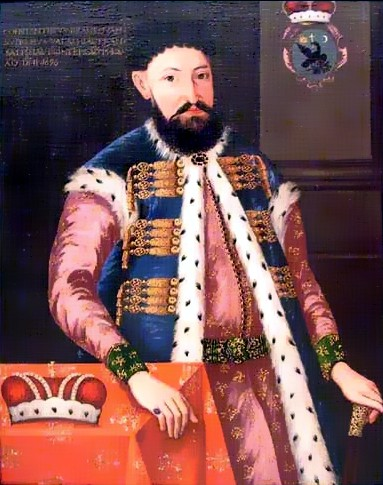
Constantin Brâncoveanu

### Craiovești
Il primo membro della schiatta Craiovești di cui abbiamo notizie certe fu Neagoe, Ban della città di Strehaia, nella Valacchia Cesarea, assurto al rango dei Vasteli ("Potenti") del regno per grazia del voivoda Vladislav II di Valacchia (regno 1447-1456), appartenente alla dinastia dei Dăneștii. Neagoe era ancora vivo al principio del regno del voivoda Basarab IV Țepeluș cel Tânăr (circa 1477). Il figlio di Neagoe, Pârvu Craiovescu (morto nel 1512), ricoprì la carica di Vornic. Secondo alcune fonti, una figlia del Ban Neagoe, Maria, sarebbe andata in sposa ad Ali Bey Mihaloglu, capo degli Akindjis ottomani stanziati sul Danubio.
Le fortune della famiglia erano cresciute notevolmente al volgere del XV secolo.
I Craiovești erano praticamente diventati una "nazione" a sé stante rispetto al voivodato di Valacchia. Isolati nelle terre meridionali del regno, governavano da padroni indiscussi tutta l'Oltenia, intrattenendo rapporti diretti con l'Impero ottomano, per conto del quale riscuotevano le tasse a Vidin (attuale Bulgaria). Prova lampante del potere della dinastia fu il suo mecenatismo: i Craiovești fondarono a proprie spese nuove chiese sul Monte Athos e titolarono a sé la città di Craiova, quasi certamente un insediamento precedente poi trasformato nel centro del loro potere.
I Craiovești si rivoltarono nel 1510 contro il voivoda Mihnea I cel Rău (dinastia Drăculești), ottenendo l'aiuto del Bey di Nicopoli, Maometto Bey Mihaloglu (figlio di Ali Mihaloglu) e orchestrando il suo omicidio a Sibiu (Transilvania). Due anni dopo, il figlio di Pârvu Craiovescu, Basarab V Neagoe, divenne voivoda dopo aver spodestato Vlad cel Tânăr. Per giustificare la presa di potere, Basarab V misconobbe la paternità di Pârvu e si professò illegittimo di Basarab Țepeluș cel Tânăr, onde rientrare in questo modo nella genealogia dei Basarabidi che regnavano sulla Valacchia fin dalla sua creazione quale stato indipendente.
Alla morte di Basarab V Neagoe, il suo giovane figlio, Teodosio di Valacchia, venne estromesso dal potere da Radu V de la Afumați, che venne però sconfitto dal sultano Solimano il Magnifico (1520-66) proprio a causa dei tradimenti dei Craiovești. La provata pericolosità dei Craiovești spinse i successivi voivoda, Drăculești o Dănești che fossero, ad arginare il più possibile il potere della schiatta.
Nel 1529, Maometto Mihaloglu appoggiò la candidatura al trono valacco di Basarab VI, presentato come illegittimo di Basarab V Neagoe ma più probabilmente figlio dello stesso Mihaloglu. Il potere sulla Valacchia venne però conquistato dal Drăculești Vlad VII Înecatul, durante il cui regno i Craiovești vennero privati del loro dominio sull'Oltenia.

### Brâncovenești
Al principio del XVII secolo, un discendente di Basarab V Neagoe prese per sé il trono di Valacchia durante i torbidi successivi alla scomparsa del Drăculești Michele il Coraggioso: Radu X Șerban (1602-1611). Una ventina d'anni dopo, un membro della stirpe Brâncovenești, già bis-nipote per parte di madre di Basarab V Neagoe e sposato ad una figlia di Radu Șerban, prese per sé il trono valacco: Matei Basarab (1632–1654). Con il voivodato di Matei, che modificò in funzione di ciò il proprio nome in Matei Basarab, le stirpi dei Craiovești e dei Brâncovenești si fusero definitivamente.
Alla morte di Matei Basarab, il potere sulla Valacchia passò per breve tempo ad un figlio illegittimo di Radu Șerban, Constantin I Șerban Basarab (1654-1661), confermando così l'unione delle dinastie. Con la figura del voivoda Șerban I Cantacuzino (1678-1688), nipote per parte di madre di Radu Șerban, la stirpe dei Craiovești-Brâncovenești si legò ai Fanarioti Cantacuzini. Questa nuova parentela non portò allo sviluppo di una nuova stirpe ma anzi degenerò in una faida. Il voivoda Constantin Brâncoveanu (1688–1714) infatti, bisognoso di appoggi contro il rivale Ștefan Cantacuzino (1714-1716), avviò negoziati con gli Asburgo e con Pietro il Grande, Zar dell'Impero russo. Per accattivarsi la fiducia dei suoi alleati, Constantin II impresse una manifesta linea di condotta anti-turca alla politica familiare, entrando in aperto conflitto con i Cantacuzini filo-ottomani.
Esito politico diretto della lotta tra i Craiovești-Brâncovenești ed i Cantacuzini fu la definitiva abolizione della monarchia elettiva in Valacchia da parte del sultano Ahmed III e l'instaurazione del Regime dei Fanarioti.
Membri della stirpe Craiovești-Brâncovenești restarono sulla scena politica valacca per tutto il XVIII e XIX secolo. Il Ban Grigore Brâncoveanu fu a capo del consiglio di reggenza dopo la morte del principe Alexander Soutzos (1821): allacciò contatti con il leader rivoluzionario Tudor Vladimirescu, nel tentativo di bloccare la scalata al trono di Scarlat Callimachi, innescando la Rivoluzione Valacca (1821). Sempre Grigore accolse le truppe d'occupazione russa durante la Guerra russo-turca (1828-1829).
Ultimo membro della famiglia fu Zoe Brâncoveanu, nata Mavrocordato e adottata dal Ban Grigore Brâncoveanu nel 1820. Sposò il principe Gheorghe Bibescu; nonostante il loro divorzio, il patrimonio Bassaraba de Brâncoveanu passò ai Bibescu nella persona del figlio di Zoe e Gheorghe, il principe Grégoire Bibesco-Bassaraba de Brâncoveanu, padre della poetessa Anna de Noailles.

## Principi della dinastia Craiovești-Brâncovenești
Lista dei Craiovești-Brâncovenești succedutisi sul trono di Valacchia
| Voivoda                     | |
| --------------------------- | --- |
| Basarab V Neagoe            | 1512-1521; primo principe della schiatta Craiovești;                                                        |
| Teodosio di Valacchia       | 1521-1522; figlio di Basarab V Neagoe;                                                                      |
| Basarab VI di Valacchia     | 1529; presunto illegittimo di Basarab V Neagoe; probabile illegittimo di Maometto Bey Mihaloglu;            |
| Radu X Șerban               | 1602-1611; nipote di Basarab V Neagoe per parte di madre;                                                   |
| Matei Basarab               | 1632-1654; genero di Radu X Șerban; anello di congiunzione tra i Craiovești ed i Brâncovenești;             |
| Constantin I Șerban Basarab | 1654-1658; figlio illegittimo di Radu X Șerban;                                                             |
| Șerban Cantacuzino          | 1678-1688; nipote di Radu X Șerban; anello di congiunzione tra i Craiovești-Brâncovenești ed i Cantacuzini; |
| Constantin Brâncoveanu      | 1688-1714; ultimo voivoda Craiovești-Brâncovenești;                                                         |